# MARU (声優)
MARU（まる、3月18日 - ）は、日本の男性声優。旧芸名は弓原 健史（ゆみはら たけふみ）。佐賀県出身。2023年4月までアクセルワンに所属していた。退所後に現在の芸名へ変更。

## 出演

### テレビアニメ
2014年
- DRAMAtical Murder（モルヒネB）
- 幕末Rock（係員）
- Persona4 the Golden ANIMATION（男性A）
- ヤマノススメ セカンドシーズン

2015年
- うたの☆プリンスさまっ♪ マジLOVEレボリューションズ（通行人）
- 長門有希ちゃんの消失（テレビ番組出演者）
- ビキニ・ウォリアーズ（ナレーション、兵士）

2016年
- チア男子!!（鍋島卓巳）

2021年
- プレイタの傷（ダスク）
- プラチナエンド（八代）

2022年
- 史上最強の大魔王、村人Aに転生する（男子生徒）
- アイドリッシュセブン Third BEAT!（男子高校生）

### 劇場アニメ
- 劇場版 黒執事 Book of the Atlantic（2017年）
- えいがのおそ松さん（2019年、男子）
- 映画 さよなら私のクラマー ファーストタッチ（2021年、チャント）

### Webアニメ
- ニンジャスレイヤー フロムアニメイシヨン（2015年）
- DEVILMAN crybaby（2018年、陸上部員A）

### ゲーム
2013年
- 青春はじめました!（クラスメイト）
- 放課後colorful＊step

2014年
- あやかしごはん（月人）
- サウザンドメモリーズ（西風の双槍使いアルペリオ、憑代の炎霊使キリク、蒼春の速機兵ジント、不屈の羽根戦士ジント、蒼天の術騎兵ジント）

2015年
- あやかしごはん～おおもりっ！～（月人）
- あやかしごはん～おかわりっ！～（月人）
- クイズRPG 魔法使いと黒猫のウィズ（ウシュガ・ハイガド、ヴィルゴ・ニーダ、アーノルド・ブライト）
- 夏色ハイスクル★青春白書 〜転校初日のオレが幼馴染と再会したら(略)（早乙女望）

2016年
- 茜さすセカイでキミと詠う（北村透谷）
- SA7- SILENTABILITYSEVEN-（近衛累）

2017年
- 花朧 〜戦国伝乱奇〜（黒）

2018年
- スマッシュ&マジック（ロビン）

### ラジオ
- SA7 エージェントRADIO（音泉：2016年1月29日 - 4月22日）[9]

### ドラマCD
- 貴方の涙腺ほぐし隊っ!!!（爽平）
- SA7 ドラマCD -Mission:High school boys?-（エル / 近衛累）
- Photograph Journey〜in Niigata〜
- Photograph Journey〜in Hiroshima〜

### 吹き替え
- U Want Me 2 Kill Him
- THE100

### その他
- BS日テレ「絶対みたい"世界遺産"最強ツアー！」（ボイスオーバー）

## ディスコグラフィ

### キャラクターソング
| 発売日        | 商品名                                    | 歌                                                           | 楽曲               | 備考                             |
| ------------- | ----------------------------------------- | ------------------------------------------------------------ | ------------------ | -------------------------------- |
| 2017年2月24日 | チア男子!! 第6巻特装限定版特典 SPECIAL CD | 鍋島卓哉（木島隆一）、鍋島卓巳（弓原健史）、陳子軒（文曄星） | 「PRICELESS DAYS」 | テレビアニメ『チア男子!!』関連曲 |